# Österreichische Galerie Belvedere
La Österreichische Galerie Belvedere (in italiano Galleria austriaca del Belvedere) è un museo di Vienna, in Austria.
Gli edifici del complesso del Belvedere sono stati costruiti all'inizio del XVIII secolo dal famoso architetto barocco Johann Lucas von Hildebrandt, come residenza estiva per il principe Eugenio di Savoia. 
Oggi il Belvedere ospita la più importante collezione d'arte austriaca, dal medioevo fino ai giorni nostri, integrata con alcune opere di artisti internazionali. Al Belvedere Superiore le opere esposte coprono più di 500 anni nella storia dell'arte e si possono visitare anche i sontuosi appartamenti di rappresentanza. Oltre al Belvedere Superiore ed al Belvedere Inferiore appartengono alla stessa istituzione anche il palazzo cittadino del Principe Eugenio, il Museo del ventunesimo secolo (21er Haus) ed il Museo Gustinus-Ambrosi.
La collezione d'arte del Belvedere, cresciuta nel corso della storia, fornisce una vasta panoramica praticamente senza soluzione di continuità dell'evoluzione dell'arte austriaca, rispecchiando al contempo anche la storia del paese. Il cuore della collezione "L'arte intorno al 1900", esposta al Belvedere Superiore, è costituito dalla più grande raccolta al mondo dei dipinti di Gustav Klimt. Tra le opere di maggior rilievo spiccano i dipinti dorati di Klimt, quali il Bacio (1907/08) e Giuditta (1901), nonché alcuni capolavori di Egon Schiele, tra cui La morte e la fanciulla, il Ritratto dell'editore Eduard Kosmack e La famiglia e dipinti di Oskar Kokoschka. Figurano tra le opere più importanti del museo anche alcuni capolavori dell'impressionismo francese, nonché la più preziosa collezione del biedermeier viennese.

## Storia del museo
Già ai tempi del principe Eugenio, grande collezionista e mecenate, i due castelli della sua residenza estiva al Belvedere ospitavano numerose opere d'arte. Dopo la sua morte alcune parti della sua collezione passarono alla casa imperiale insieme ai due castelli, che a partire dal 1781 ospitarono numerose opere delle collezioni imperiali. Nel 1903 venne inaugurata la "Galleria di arte moderna" nel Belvedere Inferiore. Dopo la caduta della monarchia anche il Belvedere Superiore e l'Orangerie vennero trasformati in musei. La Österreichische Galerie, così battezzata nel 1921, a partire dal 1923 ospitò presso il Belvedere Inferiore un museo di arte barocca, dal 1924 la Galleria del XIX secolo presso il Belvedere Superiore e a partire dal 1929 anche una galleria d'arte moderna presso l'Orangerie. La collezione medievale del Belvedere venne allestita all'interno dell'Orangerie accanto al Belvedere Inferiore solo nel 1953.
Nel 1955, dopo lunghi lavori di ricostruzione e ristrutturazione, il Belvedere Superiore venne riaperto al pubblico con l'esposizione delle opere di Gustav Klimt, Egon Schiele, Oskar Kokoschka e diversi altri importanti artisti austriaci.
Dopo la seconda guerra mondiale il museo vide un periodo ricco di numerose acquisizioni, ampliamenti strutturali ed interventi di modernizzazione. Oggi la Österreichische Galerie Belvedere fa parte dei musei federali austriaci e dal 2000 è divenuta un istituto di ricerca a tutti gli effetti.
Dal 2007 Agnes Husslein-Arco, già direttrice del Rupertinum e del museo di arte moderna sul monte Mönchsberg di Salisburgo, gestisce il museo del Belvedere collocandolo nel contesto internazionale come museo dell'arte austriaca, senza ricorrere alla denominazione ufficiale di Österreichische Galerie. 
Dalla primavera del 2008, a seguito di ampi lavori di ristrutturazione e adattamento, tutte le principali opere delle collezioni d'arte medievale e del periodo barocco (precedentemente esposte al Belvedere Inferiore) sono state collocate al Belvedere Superiore. In questo modo è finalmente possibile visitare tutte le sezioni della collezione artistica, a partire dal medioevo fino alla metà del XX secolo, all'interno di un unico edificio. Le sale del Belvedere Inferiore e dell'Orangerie sono state adibite ad ospitare mostre temporanee. Inoltre all'interno delle vecchie scuderie è stata allestita una raccolta delle opere medievali. L'intera esposizione è stata concepita ex novo nel 2011.
Durante la gestione di Agnes Husslein-Arco il numero di visitatori è cresciuto costantemente fino a superare per la prima volta, nel 2012, la soglia del milione (1.088.000 visitatori).

## Sede

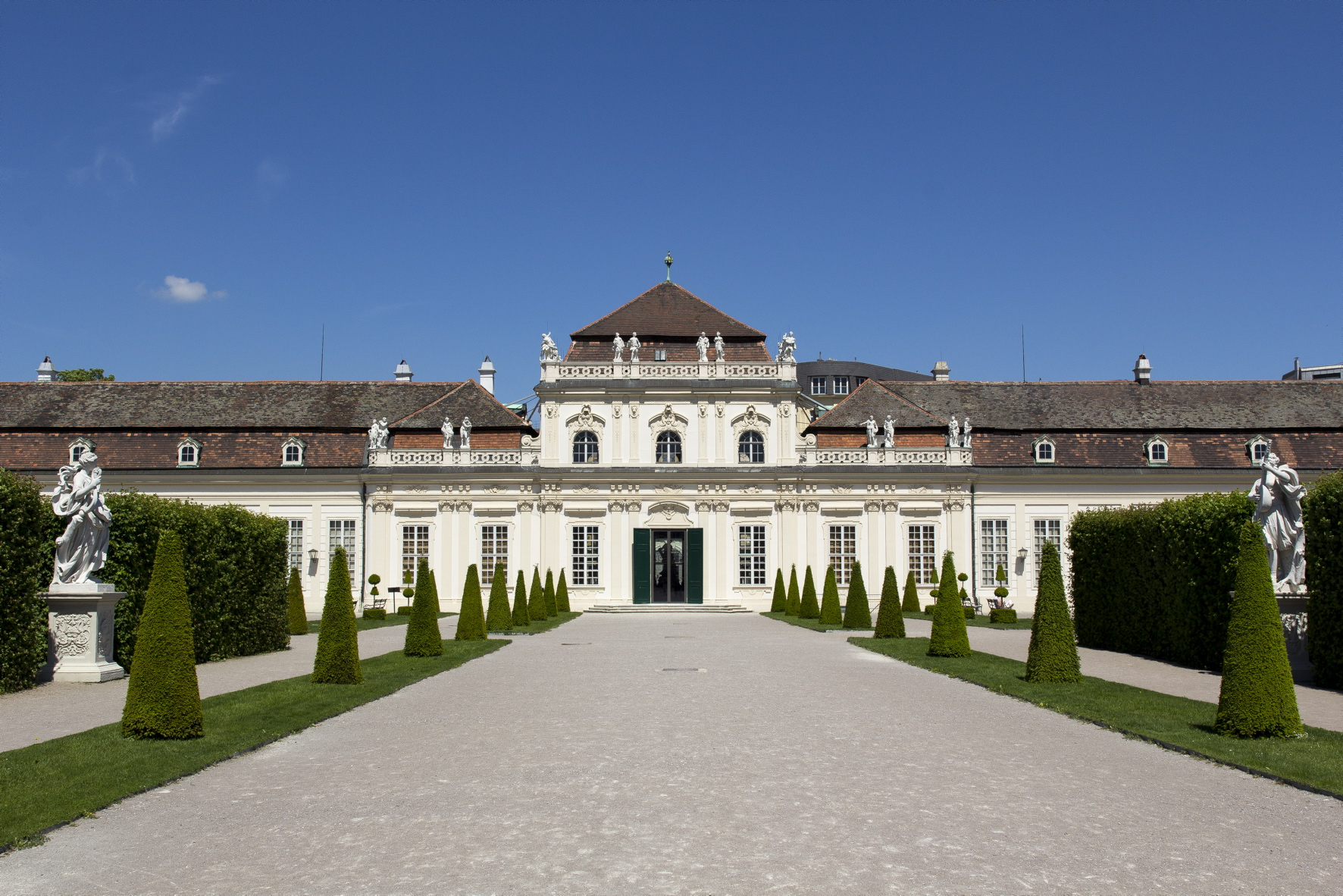
Unteres Belvedere (Belvedere inferiore) visto da sud.

Il complesso, costituito da Belvedere Superiore, Belvedere Inferiore, separati da una grande prospettiva di giardini alla francese digradanti sulla collina e affacciati sulla città, un'orangerie, le scuderie ed un ampio parco, è una delle più squisite costruzioni barocche in Europa e fa parte del patrimonio culturale dell'UNESCO. Famose sono le vedute di Canaletto, che ritraggono il luogo.